# Pierre Schoendoerffer
Ne doit pas être confondu avec Frédéric Schoendoerffer.
Pour les articles homonymes, voir Schoendoerffer.
Pierre Schoendoerffer est un romancier, réalisateur, scénariste et documentariste français, né le 5 mai 1928 à Chamalières et mort le 14 mars 2012 à Clamart.
Lauréat de l'Académie française, récompensé par un Oscar, il était membre de l'Académie des beaux-arts depuis 1988.

## Biographie

### Origines
Pierre Schoendoerffer a eu une enfance itinérante au gré des postes occupés par son père, Georges Schoendoerffer (1888-1949), ingénieur de l'École centrale. Ce dernier, issu d'une famille protestante alsacienne, fait la connaissance de son épouse, Marie-Louise Friesé, fille de l'architecte Paul Friesé, en 1919 à Strasbourg, lors de la cérémonie marquant le retour de l'Alsace à la France. 
Quatrième enfant d'une fratrie de cinq, il naît à Chamalières (Puy-de-Dôme) en mai 1928, alors que son père travaille chez Michelin à Clermont-Ferrand. En 1939, son père part chez De Dietrich à Niederbronn (Bas-Rhin).
Évacuée à la déclaration de la Seconde Guerre mondiale, toute la famille déménage à Annecy où son père est nommé directeur de l'hôpital. C'est là qu'il lit Fortune carrée de Joseph Kessel, qui lui indique le chemin de « la vraie vie ». Son père étant mort des suites de la guerre, Pierre Schoendoerffer devient pupille de la Nation, comme l'avait été sa mère, Marie-Louise Friesé, dont le père était mort en 1917 au Chemin des Dames, réengagé à 62 ans comme capitaine/interprète.

### Carrière

#### Matelot
Il rêve de devenir marin, lui qui n'a jamais vu la mer et embarque comme matelot sur un petit chalutier à voile et à moteur à 18 ans. Il est inscrit maritime. À 19 ans, il embarque sur un caboteur suédois de haute mer, comme matelot de pont léger. Il navigue essentiellement en mer Baltique et en mer du Nord.

#### Cinéaste de guerre et photographe en Indochine
Appelé pour son service militaire, il rentre en France. À la lecture du Figaro il est frappé par un article de Serge Bromberger sur le caméraman Georges Kowal qui vient d'être tué. Il s'inscrit comme volontaire, intègre le  Service cinématographique des armées et part en Indochine.
Il est nommé caporal, puis caporal-chef. Il y rencontre Raoul Coutard, qui devient plus tard son opérateur. Il filme la guerre de 1952 à la chute de la bataille de Ðiện Biên Phủ en 1954. Avec le photographe Daniel Camus, il est fait prisonnier le 7 mai 1954, alors que leur compagnon Jean Péraud disparaît tragiquement dans la jungle. Ils sont libérés à Viêt Tri le 24 août 1954, après les accords de Genève.
Il reste en Indochine et se fait démobiliser sur place en janvier 1955. Il devient alors photographe pour de grands magazines étrangers et, avec le pécule que lui rapportent ses reportages photographiques, il décide de boucler son tour du monde en rentrant par l'Est.
Il parle de son expérience en tant que reporter de guerre dans le film Les Yeux brûlés de Laurent Roth. Sur le DVD du film figure également en bonus le film Pierre Schoendoerffer, La Peine des hommes, reconstitution de l'entretien intégral de Pierre Schoendoerffer lors du tournage du film Les Yeux brûlés : il y commente avec passion le métier de la guerre, l’art de la filmer et le sort de son frère d’armes Jean Péraud disparu à Ðiện Biên Phủ. En conclusion, un montage d'archives présente sa libération au milieu des soldats français prisonniers du Vietminh durant l'été 1954.
Avec Dominique Merlin, il réalise en 1967 un film documentaire au Viêt Nam avec l'armée américaine, La Section Anderson, qui se voit décerné un Oscar et de nombreux prix internationaux.

#### Réalisateur de cinéma
À Hong Kong, il rencontre Joseph Kessel et lui fait part de son désir de devenir cinéaste. Kessel lui promet de l'aider et, lorsqu'il le revoit à Paris, il l'impose à un jeune producteur, Georges de Beauregard, pour tourner en 1956, en Afghanistan, le film que lui, Kessel, a écrit : La Passe du diable. D'autres films suivront : Ramuntcho et Pêcheur d'Islande (qui sont l'adaptation de deux romans de Pierre Loti).
En 1963, il écrit La 317e Section, qui devient en 1964 un film de fiction : La 317e Section, proche du documentaire sur la guerre d'Indochine ; il  obtient le prix du scénario au festival de Cannes de 1965.

#### Écrivain
L'Adieu au roi, publié en 1969, obtient le prix Interallié, dont il rejoindra le jury quelques années plus tard. Le réalisateur américain John Milius le porte à l'écran en 1989, L'Adieu au roi, avec Nick Nolte.
Pierre Schoendoerffer écrit, en 1976, un roman, Le Crabe-Tambour, qui obtient le grand prix du roman de l'Académie française. Il l'adapte pour le cinéma l'année suivante, tournant pendant sept semaines sur un navire de guerre, l'escorteur d'escadre Jauréguiberry, pendant l'hiver dans l'Atlantique nord. Sorti en novembre 1977, le film reçoit trois Césars en 1978.
En 1992, il réalise son film le plus ambitieux, Diên Biên Phu, tourné au Viêt Nam.
En 2003, dès la création des Écrivains de Marine par Jean-François Deniau, Pierre Schoendoerffer fait partie de la compagnie de vingt membres.
En 2007, il se rend en Afghanistan, un demi-siècle après avoir découvert le pays aux côtés de Joseph Kessel, invité par le 1er régiment de chasseurs parachutistes (1er RCP), dont il est soldat de 1re classe d'honneur.

### Vie privée

#### Famille
Pierre Schoendoerffer est le petit-fils de l'architecte Paul Friesé (1851 - mort pour la France en 1917), ancien combattant de la guerre franco-prussienne de 1870 ; celui-ci s'engage dans l'armée française au début de la Première Guerre mondiale, à l'âge de 63 ans, avec le grade de capitaine. Il meurt durant la seconde bataille de l'Aisne sur le Chemin des Dames.
Pierre Schoendoerffer était marié à la journaliste de France-Soir Patricia Schoendoerffer dite Pat Chauvel (fille de Jean Chauvel et sœur de Jean-François Chauvel, reporter à l'AFP), qu'il avait rencontrée au Maroc (protectorat franco-espagnol à l'époque).
Il est le père de :
- Frédéric Schoendoerffer, cinéaste ;
- Ludovic Schoendoerffer, acteur ;
- Amélie Schoendoerffer, auteur de Dame Langouste (JC Lattès, 2010).

Il est l'oncle de Patrick Chauvel, photographe de guerre.

#### Mort et hommages
Pierre Schoendoerffer meurt des suites d'une intervention chirurgicale le 14 mars 2012 à l'hôpital militaire Percy de Clamart où il avait été transféré quelques jours auparavant.
Le 19 mars, jour anniversaire de son parachutage à Ðiện Biên Phủ, ses obsèques sont célébrées en la cathédrale Saint-Louis-des-Invalides à Paris, suivies d'un hommage national dans la cour d'honneur des Invalides en présence du Premier ministre François Fillon, du ministre de la Défense Gérard Longuet, du ministre des Anciens combattants et du ministre de la Culture et de la Communication Frédéric Mitterrand.
Il est ensuite inhumé dans le caveau familial au cimetière du Montparnasse (division 17, petit cimetière). Sa tombe, sur laquelle son nom n'est par ailleurs pas inscrit, se signale par deux serpents de bronze.

## Prix, distinctions et hommage

### Prix
De nombreux prix littéraires, cinématographiques et audiovisuels ont couronné son œuvre au fil des années, et notamment :
- 1965 : prix du scénario du Festival de Cannes pour La 317e Section
- 1967 : Oscar du meilleur film documentaire pour La Section Anderson
- 1969 : prix Interallié pour L'Adieu au roi
- 1976 : grand prix du roman de l'Académie française pour Le Crabe-Tambour
- 1978 : César du meilleur acteur, du meilleur acteur dans un second rôle, de la meilleure photographie pour Le Crabe-Tambour
- 1984 : le prix Vauban couronne l'ensemble de son œuvre cinématographique et littéraire.
- 2008 : prix Henri-Langlois de la ville de Vincennes en tant que réalisateur

### Décorations
- Commandeur de la Légion d'honneur[8]
- Médaille militaire
- Officier de l'ordre national du Mérite
- Croix de guerre des Théâtres d'opérations extérieurs, palme de bronze : six citations dont une palme de bronze
- Commandeur de l'ordre des Palmes académiques
- Officier de l'ordre des Arts et des Lettres
- Croix du combattant volontaire
- Chevalier du Mérite civil Taï

### Académicien
- 23 mars 1988 : élu membre de l'Académie des beaux-arts, section Cinéma et audiovisuel[9]
- Président de l'Académie en 2001 et en 2007
- Vice-président (élu pour l'année 2012) au moment de sa mort

### Hommage
- Le 16 mai 2014, le maire de Chamalières, Louis Giscard d'Estaing, inaugure une « place Pierre-Schoendoerffer » dans la ville[10].
- La Poste française émet un timbre à son effigie le 24 septembre 2018.

## Filmographie

### En tant que réalisateur
- 1956 : La Passe du diable
- 1959 : Ramuntcho
- 1959 : Pêcheur d'Islande
- 1963 : Attention ! Hélicoptères (court-métrage documentaire pour le Service cinématographique des Armées)
- 1965 : La 317e Section
- 1966 : Objectif 500 millions
- 1967 : La Section Anderson (documentaire)
- 1973 : Sept Jours en mer (court métrage documentaire pour le Service cinématographique des Armées)[11]
- 1976 : La Sentinelle du matin (court métrage documentaire pour le Service cinématographique des Armées)[12]
- 1977 : Le Crabe-Tambour
- 1982 : L'Honneur d'un capitaine
- 1989 : Réminiscence ou la Section Anderson 20 ans après (documentaire)
- 1992 : Diên Biên Phu
- 2004 : Là-haut, un roi au-dessus des nuages

### Influences
- Apocalypse Now de Francis Ford Coppola fait indirectement référence à L'Adieu au roi, John Milius, grand admirateur du roman de Schoendoerffer qu'il connaissait depuis 1970, s'en étant en partie inspiré pour écrire le scénario du film de Coppola.
- De même, dans la version longue d'Apocalypse Now, des scènes entières sont directement inspirées de La 317e Section. Ces scènes ne sont pas présentes dans la version courte.
- Oliver Stone, avant le tournage de Platoon se référa à La Section Anderson comme source de documentation et d'inspiration.
- En 2011, il est le parrain du concours le Plumier d'or. Il est présent à la remise des prix qui a lieu à l'hôtel de la Marine à Paris.

## Œuvre écrite

### Romans
- 1963 : La 317e Section, adapté par lui-même au cinéma en 1965.
- 1969 : L'Adieu au roi, Grasset (prix Interallié, 1969) ; adapté au cinéma en 1989 : L'Adieu au roi de John Milius.
- 1976 : Le Crabe-Tambour, Grasset  (grand prix du roman de l'Académie française, 1976) ; adapté par lui-même au cinéma en 1977.
- 1981 : Là-haut, Grasset, adapté par lui-même au cinéma en 2004.
- 2003 : L'Aile du papillon, Grasset (prix littéraire de l'armée de terre - Erwan Bergot ; prix Encre marine 2003 de la Marine nationale).

### Ouvrages historiques
- Dien Bien Phu 1954/1992, De la bataille au film, Éditions Fixot-Lincoln, 1992.
- Préface de Pierre Schoendoerffer pour l'album La Guerre d'Indochine de Patrick Buisson, éditions Albin Michel, 2009.
- Préface de Harkis, soldats abandonnés. Témoignages, XO, 2012, 256 p.

### Documentaires
- Le film documentaire Les Yeux brûlés, réalisé par Laurent Roth en 1986, est consacré aux grands reporters de guerre (Jean Péraud, André Lebon, Pierre Ferrari, Raoul Coutard, Marc Flament, Daniel Camus.) sur la nature de leur travail et leur rôle dans la production des images de guerre ainsi que de leur place au front.
- 2011 : Pierre Schoendoerffer, la sentinelle de la mémoire (60 min), réalisé par Raphaël Millet, documentaire de long métrage consacré à l'œuvre de Pierre Schoendoerffer. Il retrace son parcours, depuis ses premières années dans la marine marchande, son engagement dans l'armée française, et l'influence que cela a eu sur l'ensemble de son œuvre.
- 2017 : Pierre Schoendoerffer, La Peine des hommes (58 min), documentaire réalisé par Laurent Roth, reconstitution de l'entretien intégral à partir des rushes sonores du film Les Yeux Brûlés, où il aborde de nombreuses questions en lien avec le métier de reporter de guerre, en évoquant notamment la perte de son frère d'armes Jean Péraud disparu à Ðiện Biên Phủ. Le film présente aussi des images d'archives sur la libération des camps du Vietminh de Pierre Schoedoerffer et des autres prisonniers français en 1954.